# Фридрих Георг Юнгер
Фридрих Георг Юнгер (на немски: Friedrich Georg Jünger) е германски писател, автор на стихотворения, романи, разкази и есета.

## Биография
Фридрих Георг Юнгер е роден на 1 септември 1898 г. в Хановер. Той е по-малък брат на писателя Ернст Юнгер. През 1916 г. се записва доброволец в Първата световна война и е тежко ранен в Западна Фландрия.
След края на войната Юнгер следва право и камералистика в Лайпциг и Хале. Завършва през 1923 г. и се дипломира.
През 1928 г. отива при брат си в Берлин и заедно с него се включва в „националистичното бохемство“, към което принадлежат Арнолт Бронен и Александер Мичерлих. Този кръг поддържа връзки с творци от интелектуалната „левица“, сред които и Бертолт Брехт.
През 1933 г. Юнгер отхвърля дошлия на власт националсоциализъм преди всичко като ликвидиране на демокрацията, но и като твърде буржоазен и провинциален. Идеологическата му ненавист към новия политически ред е свързана с вдъхновеното от Ницше съзнание за елит, който националистическият глайхшалтунг като техника за овладяване на масите отрича. В публикувана през 1934 г. елегия „Макът“ Юнгер развенчава дивия крясък на тълпата, който официално се приема за възторг. Това и други негови стихотворения многократно – и в Германия, и сред емиграцията – се възприемат като критика на нацисткия режим. По тази причина службата на Гестапо в Берлин съставя досие на Юнгер, но поради популярността му не го преследва.
С оглед на обществената практика на националсоциалистическата система Юнгер ревизира своята позиция за „национална революция“ и стига до идеята за културна и цивилизационна критика, определяна като „консервативна революция“.
От тази позиция още преди Втората световна война Юнгер разглежда националсоциализма като представител на един радикален, технологичен и рационалистичен модернизъм, който компенсира загубата на трансцендентен смисъл с „илюзията на техниката“. Едноименната студия, завършена през есента на 1939 г., излиза едва след войната под ново заглавие – „Перфектността на техниката“ (1946).
Това съчинение на Юнгер – възникнало още преди трудовете на Макс Хоркхаймер, „Диалектика на просвещението“ на Адорно и „Въпросът за техниката“ на Хайдегер – се смята за важен документ за създаването на съвременната консервативна критика на техниката.
В епохата след войната Фридрих Георг Юнгер е виден автор, който получава множество почести. След 1990 г. негови трудове са преведени на италиански, руски и полски език.

## Награди и отличия
- 1950: „Голяма литературна награда на Баварската академия за изящни изкуства“
- 1952: „Награда Имерман“ на град Дюселдорф
- 1955: „Награда Бодензе“ на град Юберлинген
- 1956: Ehrengabe des Kulturkreises der deutschen Wirtschaft im Bundesverband der Deutschen Industrie
- 1957: „Награда Вилхелм Раабе“ на град Брауншвайг
- 1958: Почетен доктор на Университета на Фрайбург
- 1960: „Голяма художествена награда на провинция Северен Рейн-Вестфалия“
- 1963: „Федерален орден за заслуги“